# Tony Martin
Tony Martin   (Cottbus, 23 d'abril de 1985) és un ciclista alemany, professional des del 2006 fins al 2021.

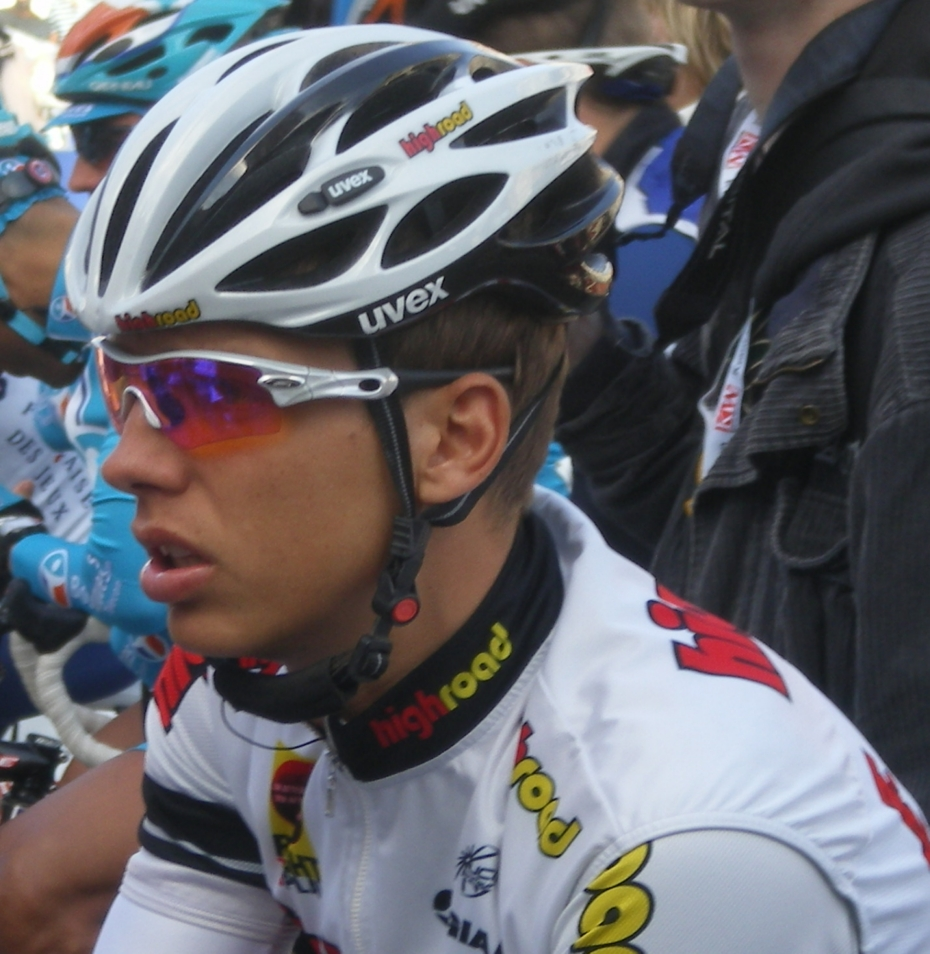
Tony Martin el 2008

Bon contrarellotgista, també es defensa en etapes de muntanya. Els seus principals èxits són cinc victòries d'etapa al Tour de França, dues a la Volta a Espanya i la classificació general de l'Eneco Tour (2010), París-Niça (2011), Tour de Pequín (2011 i 2012) i Volta a Bèlgica (2012, 2013 i 2014). El 2011, 2012, 2013 i 2016 es proclamà Campió del món de contrarellotge, a part d'haver guanyat dues medalles de bronze i una plata en altres anteriors.

## Palmarès
- 2003
  -  Campió d'Alemanya de CRI sub-19
  - Vencedor d'una etapa de la Volta a la Baixa Saxònia júnior
- 2004
  -  Campió d'Alemanya de persecució (amb Jens Lehmann, Sachsa Damrow i Christian Bach)
- 2005
  - Vencedor d'una etapa del Regio-Tour
  - Vencedor de 2 etapes del Giro de les Regions
- 2006
  -  Campió d'Alemanya de CRI sub-23
  - 1r a la Thüringen-Rundfahrt
- 2007
  - 1r a la FBD Insurance Rás
  - 1r a la Copa Ciutat d'Asti
- 2008
  - 1r a la Hel van het Mergelland
  - Vencedor d'una etapa de la Ster Elektrotoer (CRI)
  - Vencedor d'una etapa del Tour de l'Ain (CRI)
  - Vencedor d'una etapa de la Volta a Alemanya (CRI)
- 2009
  - Vencedor de la classificació de la muntanya de la París-Niça
  - Vencedor d'una etapa del Critèrium Internacional (CRI)
  - Vencedor d'una etapa de la Bayern-Rundfahrt (CRI)
  - Vencedor d'una etapa de la Volta a Suïssa i de la classificació de la muntanya
- 2010
  -  Campió d'Alemanya de CRI
  - 1r a l'Eneco Tour, vencecedor d'una etapa i de la classificació dels joves
  - Vencedor d'una etapa de la Volta a Califòrnia (CRI)
  - Vencedor d'una etapa de la Volta a Suïssa (CRI)
- 2011
  -  Campió del món de contrarellotge
  - 1r a la París-Niça i vencedor d'una etapa
  - 1r al Tour de Pequín i vencedor d'una etapa
  - 1r a la Volta a l'Algarve i vencedor d'una etapa
  - 1r a la Crono de les Nacions-Les Herbiers-Vendée
  - Vencedor d'una etapa del Tour de França
  - Vencedor d'una etapa de la Volta a Espanya
  - Vencedor d'una etapa de la Volta al País Basc
  - Vencedor d'una etapa del Critèrium del Dauphiné
- 2012
  -  Campió del món de contrarellotge
  -  Campió del món en contrarellotge per equips
  -  Campió d'Alemanya de CRI
  - 1r al Tour de Pequín i vencedor d'una etapa
  - 1r a la Volta a Bèlgica i vencedor d'una etapa
  - 1r a la Crono de les Nacions-Les Herbiers-Vendée
  -  Medalla de plata als Jocs Olímpics de Londres en Contrarellotge
- 2013
  -  Campió del món de contrarellotge
  -  Campió del món en contrarellotge per equips
  -  Campió d'Alemanya de CRI
  - 1r a la Volta a Bèlgica i vencedor d'una etapa
  - 1r a la Volta a l'Algarve i vencedor d'una etapa
  - Vencedor de l'11a etapa al Tour de França
  - Vencedor d'una etapa a la Tirrena-Adriàtica
  - Vencedor d'una etapa a la Volta al País Basc
  - Vencedor d'una etapa al Tour de Romandia
  - Vencedor d'una etapa al Critèrium del Dauphiné
- 2014
  -  Campió d'Alemanya de CRI
  - 1r a la Volta a Bèlgica i vencedor d'una etapa
  - Vencedor de 2 etapes al Tour de França
  - Vencedor de 2 etapes de la Volta al País Basc
  - Vencedor de 2 etapes de la Volta a Suïssa
  - Vencedor d'una etapa a la Volta a Espanya
- 2015
  -  Campió d'Alemanya de CRI
  - 1r al Tour de Poitou-Charentes
  - Vencedor d'una etapa del Tour de França
  - Vencedor d'una etapa a la Volta a l'Algarve
  - Vencedor d'una etapa al Tour de Romandia
- 2016
  -  Campió del món de contrarellotge
  -  Campió del món en contrarellotge per equips
  -  Campió d'Alemanya de CRI
  - Vencedor d'una etapa a la Volta a la Gran Bretanya
- 2017
  -  Campió d'Alemanya de CRI
  - Vencedor d'una etapa a la Volta a la Comunitat Valenciana
- 2018
  -  Campió d'Alemanya de CRI
- 2019
  -  Campió d'Alemanya de CRI
- 2021
  -  Campió d'Alemanya de CRI

### Resultats al Giro d'Itàlia
- 2008. 128è de la classificació general
- 2018. 110è de la classificació general
- 2020. No surt (10a etapa)

### Resultats al Tour de França
- 2009. 36è de la classificació general
- 2010. 137è de la classificació general
- 2011. 44è de la classificació general. Vencedor de la 20a etapa
- 2012. No surt (10a etapa)
- 2013. 106è de la classificació general. Vencedor de l'11a etapa
- 2014. 47è de la classificació general. Vencedor de la 9a i 20a etapa
- 2015. No surt (7a etapa). Vencedor de la 4a etapa
- 2016. Abandona (21a etapa)
- 2017. 101è de la classificació general
- 2018. No surt (9a etapa)
- 2019. Desqualificat (17a etapa)
- 2020. 118è de la classificació general
- 2021. Abandona (11a etapa)

### Resultats a la Volta a Espanya
- 2011. Abandona (19a etapa). Vencedor d'una etapa
- 2012. Abandona (20a etapa)
- 2013. Abandona (15a etapa)
- 2014. Abandona (15a etapa). Vencedor d'una etapa
- 2019. Abandona (19a etapa)